# Guvnište
Guvnište (serb. Гувниште; alb. Guvnishtë, Guvnishta) – wieś w Kosowie, w regionie Mitrowica, w gminie Leposavić. W 2009 roku liczyła 63 mieszkańców (wyłącznie Serbów).